# Ocean (edificio)
Ocean es un rascacielos residencial situado en el 84 de The Esplanade, en Surfers Paradise, un suburbio de Gold Coast (Queensland, Australia).
La torre tiene 78 plantas e incluye 722 apartamentos. Entre sus instalaciones cuenta con una zona recreativa con piscina, spa, gimnasio y zona de barbacoa, situada en la planta más alta de un podio de cinco plantas. En la planta 32 hay una piscina interior para los residentes. El sótano, de tres plantas, contiene 392 plazas de aparcamiento. Con una altura de 264.6 metros, es el segundo edificio más alto de Gold Coast, después de la Q1 Tower.
La solicitud de la licencia de obra fue presentada ante el Ayuntamiento de Gold Coast en diciembre de 2017. En enero de 2018 se presentó una objeción al proyecto. No obstante, las obras empezaron a mediados de 2018 y el rascacielos fue coronado a finales de 2021.